# Gerardo Vera
Gerardo Vera Perales (* 10. März 1947 in Miraflores de la Sierra; † 20. September 2020 ebenda) war ein spanischer Kostümbildner, Production Designer, Schauspieler, Film- und Theaterregisseur.

## Leben und Wirken
Gerardo Vera erwarb Abschlüsse in Englisch (Complutense Universität), Literatur und Theater in Madrid und Exeter und absolvierte eine Ausbildung als Szenen- und Kostümbildner an der Central School of Arts in London.
Vera war zunächst vor allem als Theaterregisseur erfolgreich und wurde 1988 für seine Verdienste um die Entwicklung des Theaters und der Oper mit dem Nationalen Theaterpreis ausgezeichnet. Als besonders bedeutend gelten dabei seine Ansätze, die Körper der Schauspieler auch als Elemente des Bühnenbildes zu nutzen. Seit 2004 war Vera Direktor des spanischen Centro Dramático Nacional.
1990 drehte Vera als Regisseur seinen ersten Fernsehfilm La otra historia de Rosendo Juárez mit Antonio Banderas. Sein größter Erfolg als Regisseur war der Film Segunda piel (1999) mit Javier Bardem, der auf dem International Gay Film Festival als bester Beitrag mit dem Glitter Award ausgezeichnet wurde.
Vera ist zweifacher Preisträger des Goya Award für das beste Kostümdesign (El amor brujo, 1986) und das beste Szenenbild (La niña de tus ojos, 1998).

## Auszeichnungen
- 1988: Nationaler Theaterpreis Spaniens
- 1986: Goya Award Beste Kostüme
- 1998: Goya Award Bestes Szenenbild
- 2002: Glitter Award Bestes Feature

## Regiearbeiten
Film
- 1990: La otra historia de Rosendo Juárez (Fernsehen)
- 1991: Cuentos de Borges I
- 1992: Una mujer bajo la lluvia
- 1996: La Celestina
- 1998: II edición de los „Premios de la música“ (Fernsehen)
- 1999: Tatuaje (Fernsehen)
- 1999: Segunda piel
- 2002: Deseo[5]

Theater
- 1990: Don Perlimplín
- 1992: Azabache
- 1996: Testamento
- 1996: La Noche XII
- 1997: Salomé
- 2003: Por amor al arte
- 2003: Divinas Palabras
- 2004: Celestina
- 2004: Macbeth (Oper)[6]
- 2006: El Enimigo del Pueblo
- 2007: Rey Lear